# Zeta Lupi
Zeta Lupi (ζ Lupi / ζ Lup) è una stella binaria situata nella costellazione del Lupo di magnitudine 3,41, distante 117 anni luce dal sistema solare.

## Osservazione
Si tratta di una delle stelle più meridionali della costellazione del Lupo, e ciò comporta che la stella sia osservabile prevalentemente dall'emisfero sud, dove si presenta circumpolare anche da gran parte delle regioni temperate; dall'emisfero nord la sua visibilità è invece limitata alle regioni temperate inferiori e alla fascia tropicale. La sua magnitudine pari a +3,41 le consente di essere scorta senza difficoltà dalle aree urbane di piccole e medie dimensioni.
Il periodo migliore per la sua osservazione nel cielo serale ricade nei mesi compresi fra fine marzo e agosto; nell'emisfero sud è visibile anche verso l'inizio della primavera, grazie alla declinazione australe della stella, mentre nell'emisfero nord può essere osservata in particolare durante i mesi tardo-primaverili boreali.

## Caratteristiche fisiche
Zeta Lupi A è una gigante gialla di tipo spettrale G7III; con una massa circa 2,5 volte quella del Sole ha ormai esaurito l'idrogeno interno da fondere in elio, evolvendo in gigante aumentando il proprio raggio a 10 volte quello del Sole. La secondaria invece è poco più massiccia del Sole (del 30%), è di classe F8V e si trova quindi ancora nella sequenza principale.
La separazione visiva tra ζ Lupi A e B è di 71 secondi d'arco. Sebbene non sia stato osservato alcun movimento orbitale tra le due stelle, esse sembrano effettivamente legate gravitazionalmente tra loro poiché hanno lo stesso movimento nello spazio da quasi due secoli a questa parte. La distanza effettiva tra le due componenti è di almeno 2.600 UA e il periodo orbitale è non minore di 68.000 anni.